# Ачарян, Рачия Акопович
Рачия́ (Грачья) Ако́пович Ачаря́н (з.-арм. Հրաչեայ Յակոբի Աճառեան, арм. Հրաչյա Հակոբի Աճառյան; 8 марта 1876 — 16 апреля 1953) — армянский лингвист, филолог, этимолог, полиглот, действительный член Академии наук Армянской ССР (1943). Известен своими работами в области диалектологии, лексикологии, лексикографии, истории языка и т. д..

## Биография
Родился 8 марта 1876 года в Константинополе, в квартале Саматия. Отец был сапожником. В неполные 7 лет поступил в училище Арамян, где и выявились его языковые способности: мальчик одновременно изучал армянский, французский и турецкий языки и за два года прошёл весь школьный курс. После этого, в 9 лет Рачия Ачарян поступил в училище Саакян и за четыре года с блеском окончил его. Учился также в училище «Гетронаган». Высшее образование получил в Парижском и Страсбургском университетах, где он изучал языки и стал известен исследованиями в арменоведении. В Сорбоне его учителем был Антуан Мейе. В 1897 году был избран членом Парижского лингвистического общества.
После завершения многолетного образования Рачия Ачарян работал преподавателем в Эчмиадзине, затем в Шуше, где встретил свою будущую супругу Арусяк. Вместе с 600 армянами, спасшимися во время Шемахинской резни, супруги перебрались в Тебриз. В 1923 году он получил приглашение от властей Советской Армении преподавать в Ереванском государственном университете, где и проработал последующие 30 лет. После смерти в 1925 году первой жены Арусяк, Ачарян женился на одной из своих студенток Софик.
29 сентября 1937 года он был арестован по обвинению в том, что он является английским резидентом и состоит в якобы действовавшей в университете контрреволюционной группе профессоров. Близкие Ачаряна спасли некоторые его рукописи, которые сложили в железный ящик и зарыли в саду района Нор Бутания. Суд приговорил Ачаряна к шести годам лишения свободы, но 19 декабря 1939 года он был освобожден за отсутствием состава преступления. Его восстановили в должности и правах. Он вернулся на работу в университет.

В 1943 году Ачарян стал одним из основателей Академии наук Армянской ССР. С 1937 года он был членом-корреспондентом Чехословацкого института востоковедения. Ачарян знал множество языков: помимо армянского (как современного, так и классического), французский, английский, греческий, русский, немецкий, итальянский, латынь, курдский, ассирийский новоарамейский, санскрит, фарси, авестийский, пехлевийский, арабский, турецкий, иврит, лазский, грузинский. 

## Основные труды
Рачия Ачарян владел более чем 50 языками. Опубликовано около 200 его работ. Наиболее значимые из них:
- «Тюркские заимствования в армянском языке» (1902)[7]
- «История современной армянской литературы» (т. 1—3, 1906—1912)[4]
- «Классификация армянских диалектов» (1909)
- «История вопроса турецких армян (с начала до 1915 г.)» (1915)
- «Исследование марагского диалекта» (1930)[8]
- «Исследование агулисского диалекта»» (1935)[8]
- «Исследование новонахичеванского диалекта» (1935)[8]
- «Исследование новоджугинского диалекта» (1940)[8]
- «Исследование константинопольского диалекта» (1942)[8]
- «Армянская лексикология» (1941)
- «Армянский словарь диалектов» (1913)[5]
- «Корневой словарь армянского языка» (т. 1‒7, 1925—35)[5]
- «История армянского языка» (т. 1‒2, 1940—51)[5]
- «Словарь армянских собственных имён» (т. 1‒5, 1942—62)[9]
- «Исследование хемшинского диалекта» (1949)[8]
- «Полная грамматика армянского языка в сравнении с 562 языками» (т. 1‒4, 1952—59)[5]

## Память
- В 2000 году была выпущена почтовая марка Армении, посвященная Ачаряну.
- В Ереване действует университет «Грачья Ачарян», названный в честь Ачаряна.